# Kukës Arena
Die Kukës Arena (früher albanisch Stadiumi Zeqir Ymeri) ist ein Fußballstadion in der albanischen Stadt Kukës. Die Anlage wurde 2012 als Nachfolgebau des alten Përparimi-Stadions eingeweiht und wurde von 2020 bis 2022 renoviert. Seither wird die Kukës Arena als Heimspielstätte des Fußballvereins FK Kukësi genutzt.

## Geschichte

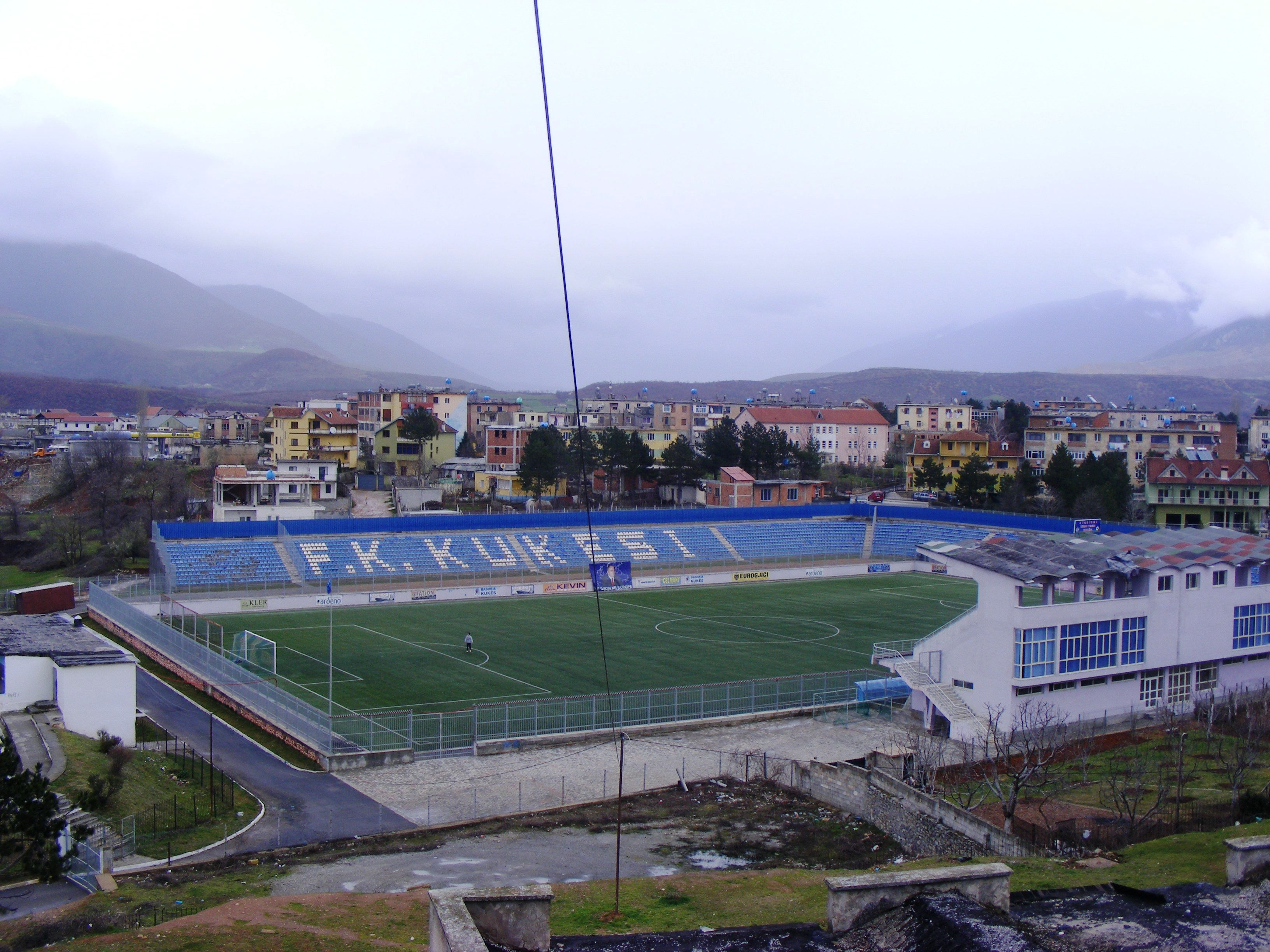
Das alte Zeqir-Ymeri-Stadion im Jahr 2015

Die Anlage wurde 2012 eröffnet und gilt somit als Ersatz des abgerissenen Përparimi-Stadions. 2019 wurde das Stadion geschlossen und abgerissen. Im selben Jahr fanden die Bauarbeiten an der neuen Kukës Arena statt. Die Spielstätte ist nach dem Air Albania Stadium mit der UEFA-Kategorie 4 das zweitmodernste Stadion im Land. Nach mehreren Verschiebungen des Eröffnungstermins aufgrund eines Problems bei der Inspektion des Rasens wurde die Kukës Arena im April 2022 eröffnet. Der Name wurde von Zeqir-Ymeri-Stadion in Kukës Arena geändert.